# Sondermeldung
Eine Sondermeldung ist eine spezielle Art der Eilmeldung und gehört zu den Nachrichten. 

## Im Zweiten Weltkrieg
Während des Zweiten Weltkrieges brachte der Großdeutsche Rundfunk Sondermeldungen über militärische Erfolge, zu deren Verbreitung das laufende Radioprogramm unterbrochen wurde und die durch charakteristische Fanfarensignale („Sondermeldungsfanfare“) angekündigt wurde.
Die erste Sondermeldungsfanfare, die sogenannte „Frankreich-Fanfare“ (Westfeldzug Mai/Juni 1940), entsprach dem Anfang von Die Wacht am Rhein.
Die spätere (ab Ende Juni 1941) „Russland-Fanfare“ stammte aus Franz Liszts Sinfonischer Dichtung für Orchester Nr. 3″, „Les Préludes“. Siehe auch Musik im Nationalsozialismus.
Die erste Sondermeldung des Zweiten Weltkrieges lautete: „Durch das schnelle Zugreifen der deutschen Truppen wurde der Pole gehindert, seine aus Gefangenenaussagen bestätigte Absicht durchzuführen, die ausgebaute Warthe-Stellung zu halten. Ostrowo, Krotoschin und Lissa sind in deutscher Hand. Heute haben erstmalig Truppen aus dem Reich auf dem Landwege ostpreußischen Boden erreicht.“
Ab dem Russlandfeldzug wurde der Anfangsteil der Schlusspassage aus Les Préludes von Franz Liszt verwendet, die sogenannte „Russland-Fanfare“: „Zur Abwehr der großen Gefahr aus dem Osten ist die deutsche Wehrmacht am 22. Juni drei Uhr früh mitten in den gewaltigen Aufmarsch der feindlichen Kräfte hineingestossen.“